# Textielcrisis in Nederland
De term textielcrisis verwijst naar de massaontslagen en werkloosheid ten gevolge van de opkomst van goedkopere productielanden in Azië in de jaren zestig van de 20ste eeuw. Textielproducerende gebieden als Brabant en Twente werden door deze crisis zwaar getroffen.
Het textielmuseum in Tilburg bevindt zich niet voor niets daar. Tilburg had een grote textielindustrie.
Ook de schoenenindustrie heeft zwaar te lijden gehad onder de crisis. Als gevolg van de crisis zijn er nog maar enkele schoenenfabrikanten overgebleven. Twee voorbeelden zijn Van Bommel en Van Lier.